# Кріс Водл
Кріс Водл (англ. Chris Waddle, нар. 16 грудня 1960, Фелінг) — англійський футболіст, колишній гравець збірної Англії, «Ньюкасла», «Тоттенгема», марсельського «Олімпіка» та інших клубів.

## Кар'єра
За час своєї професійної кар'єри, яка тривала з 1978 по 1998, Кріс Водл грав за «Ньюкасл Юнайтед», «Тоттенхем» і «Шеффілд Венсдей» в Англії, і «Олімпік» (Марсель) у Франції. «Олімпік» заплатив за нього ₤4.000.000 і англієць тричі ставав чемпіоном Франції перед тим як повернутися на Туманний Альбіон.
Водл провів 62 матчі за збірну Англії з футболу в період між 1985 і 1991 роками, і був членом англійської дружини на Чемпіонаті світу з футболу 1986, Євро 1988, і на Чемпіонаті світу 1990 року. Його виступ на ЧС-1990 запам'ятався незабитим пенальті у півфінальній післяматчевій серії пенальті проти збірної ФРН. У 1993 році його визнали найкращим футболістом Англії за версією Асоціації футбольних журналістів (АФЖ).
Покинувши прем'єрлігівський «Шеффілд Уенсдей» в 1996 році, Кріс деякий час пограв за «Фолкерк» в шотландській Прем'єр-лізі. Він повернувся до Англії в Перший дивізіон футбольної ліги, де грав за «Бредфорд Сіті» і «Сандерленд». У 1997 році Кріс Водл став граючим тренером в «Бернлі», але, не зумівши вивести команду до Першого дивізіону, він залишив її і відправився до Третього дивізіону в «Торкі Юнайтед» як гравець. Трохи погравши в «Юнайтед», Кріс Водл вирішив піти з професійного футболу. У 2000 році він знову почав грати в футбол на напівпрофесійному рівні за «Ворксоп Таун» в Північній Прем'єр-лізі, де залишався протягом двох років, також допомагаючи команді в тренерському штабі.
Незважаючи на тренерський досвід, отриманий в «Бернлі», після завершення кар'єри гравця Водл більше ніколи не тренував і став футбольним експертом та коментатором на телебаченні і письменником в спортивних виданнях.

## Титули і досягнення
«Тоттенгем»
- Кубок Англії
  - Фіналіст (1): 1986–87

 «Марсель»
- Чемпіонат Франції
  - Чемпіон (3): 1989–90, 1990–91, 1991–92
- Кубок європейських чемпіонів
  - Фіналіст (1): 1990–91

 «Шеффілд Венсдей»
- Кубок Англії
  - Фіналіст (1): 1992–93
- Кубок ліги:
  - Фіналіст (1): 1992–93